# Anthisnes
Anthisnes là một đô thị tọa lạc ở vùng Wallonia, tỉnh Liège. Tại thời điểm ngày 1 tháng 1 năm 2006, Anthisnes có dân số 3.998 người. Tổng diện tích là 37,08 km² với mật độ dân số là 108 người trên mỗi km².

## Cư dân nổi tiếng
- Marc Tarabella, thị trưởng, đại biểu Nghị viện châu Âu